# Heimo Luxbacher

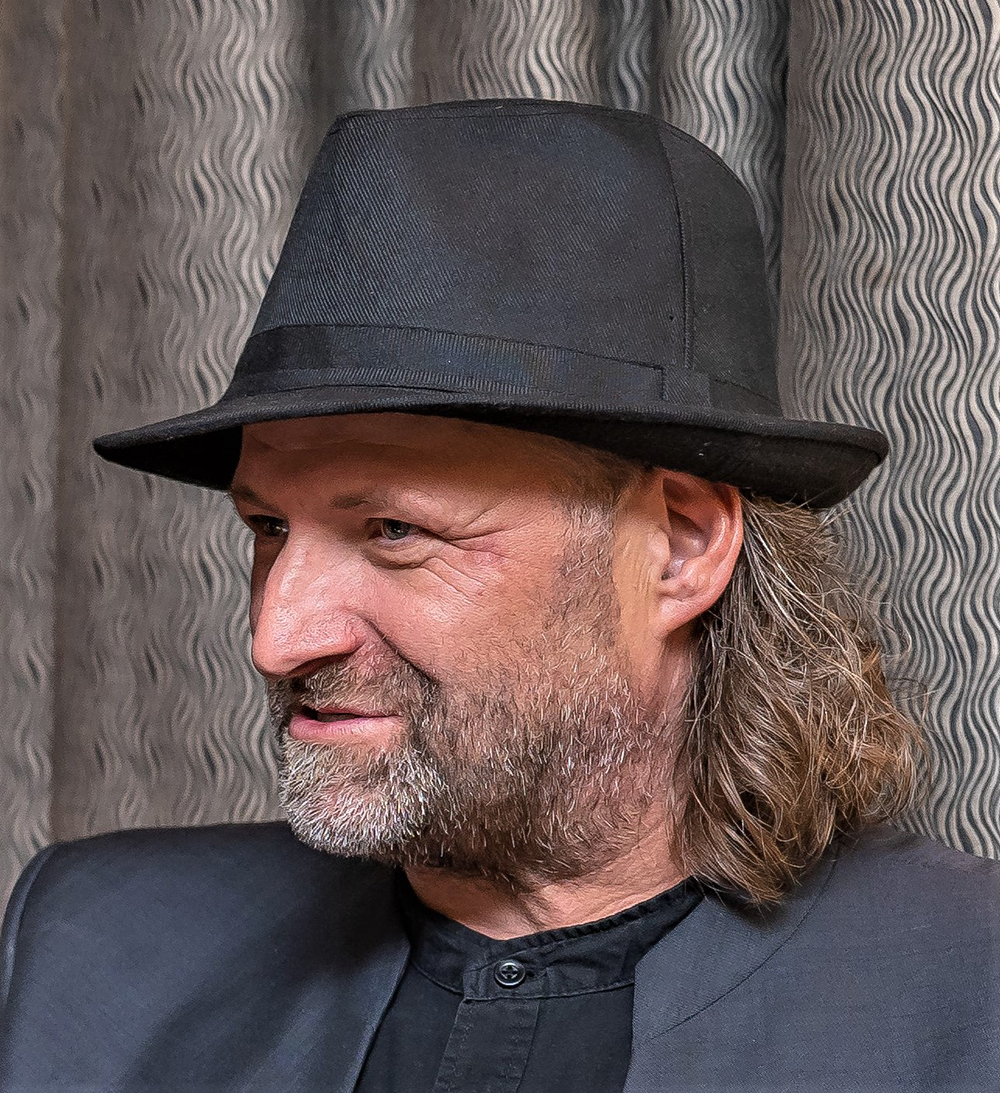
Heimo Luxbacher (2022)

Heimo Luxbacher (* 24. Jänner 1966 in Wolfsberg, Österreich; † 1. April 2025) war ein österreichischer bildender Künstler, dessen Werk Malerei, Zeichnung, Fotografie, Skulptur und Installation umfasste. Er war auch unter dem Künstlernamen „Der Mönch“ bekannt.

## Leben und Werk

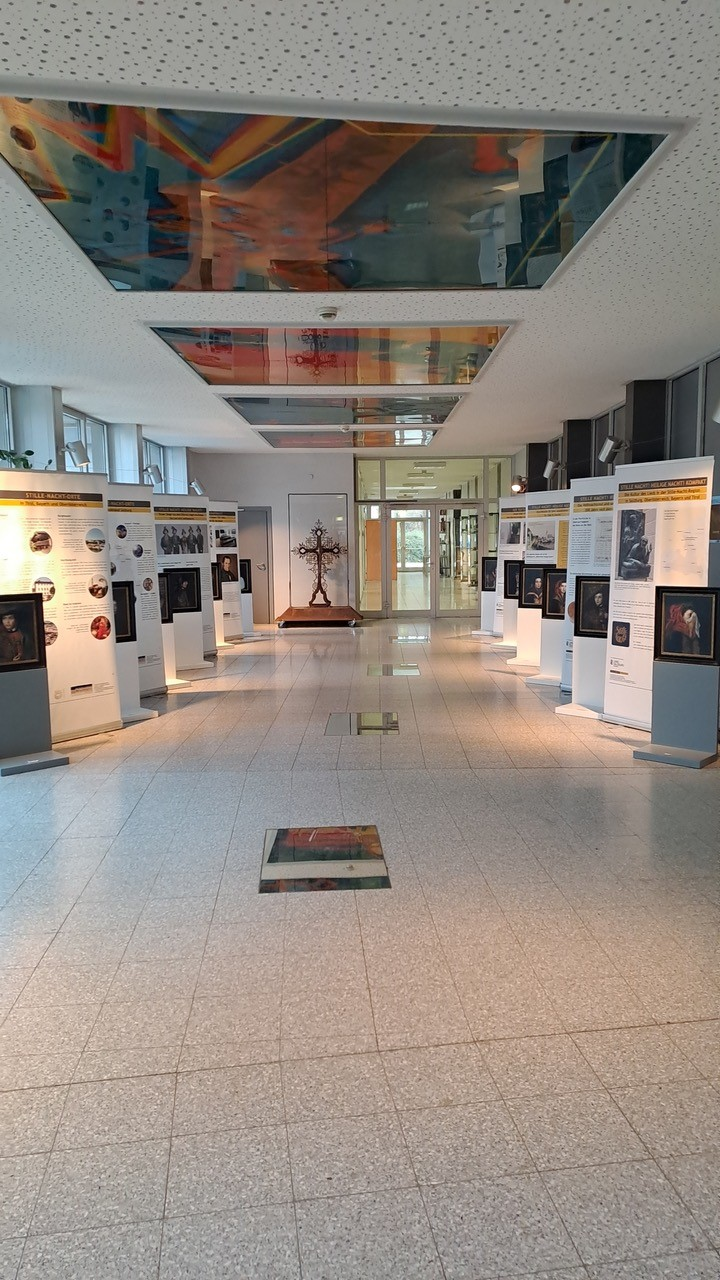
Kunsthalle Luxbacher in Wolfsberg/Kärnten

Luxbacher begann in der Kindheit mit dem Zeichnen und absolvierte später einige kunsthandwerklichen Ausbildungen. Im Alter von 22 Jahren folgten intensive künstlerische Studien. Inspiriert wurde er besonders von den plastischen Arbeiten aus Keramik von Joan Miró und der lyrischen Malerei von Julius Bissier. Studienreisen unternahm er nach Andalusien, Italien, Russland, Deutschland und in die Schweiz.
Luxbacher widmete sich neben der abstrakten Malerei der Arbeit mit Keramik und Metall, später auch der Bildhauerei und arbeitete mit Stein. Internationale Aufmerksamkeit erlangte er auf Symposien und vermittelte, vor allem in der Keramik, eine besondere Glasurtechnik. Sein künstlerisches Schaffen war von philosophischem Interesse geprägt und umfasste unterschiedliche Disziplinen. Eines seiner zentralen künstlerischen Themen war die Auseinandersetzung mit religiösen und mystischen Erfahrungen, dargestellt auf Werken mit christlicher Symbolik.
Luxbachers Werke wurden auf Ausstellungen im In- und Ausland gezeigt. Er nahm an der Internationalen Biennale für Bildende Kunst Austria in Hüttenberg teil sowie zweimal bei der Skulpturen Biennale in Graz. Er war Mitglied der Berufsvereinigung bildender Künstler Österreichs, des Kunstverein München und der International Association of Art Europe.
Luxbacher lebte und arbeitete als freischaffender Künstler auf der Packalm zwischen Kärnten und der Steiermark. Seit 2020 nutzte er zusätzlich die ehemalige Turmwächterwohnung im Kirchturm der Wolfsberger Stadtpfarrkirche als Atelier.

## Kunstpädagogik
Luxbacher war Dozent an verschiedenen Akademien und leitete kunstpädagogische Projekte mit Jugendlichen. Er arbeitete an sakralen Orten mit Jugendlichen, um ihnen Kunst näherzubringen und ihre Kreativität zu fördern und leitete Kunstprojekte an. Dieses Engagement zeigte sich auch in seinem Projekt „Kunst in der Lehre“, das er in Wolfsberg durchführte.
Für sein Projekt „Lebenskunst Altern“, das seit 2014 in 50 Kärntner Gemeinden durchgeführt wurde, erhielt er 2022 das Ehrenzeichen des Landes Kärnten. Mit diesem Projekt wollte er die junge und ältere Generation zusammenführen und für mehr Verständnis untereinander sorgen.

## Auszeichnungen
- Förderpreis für Bildende Kunst[6]
- 1997: Kunstpreis der Stadt Graz[10]
- 2006: Förderpreis der Stadt Bad St. Leonhard[10]
- 2016: Goldene Medaille des ÖKB-Stadtverbands Wolfsberg für Anerkennung besonderer Verdienste[11]
- 2018: Auszeichnung vom Bundesministerium für das Projekt „Lebenskunst Altern“ als Good Practice Modell
- 2022: Ehrenzeichen des Landes Kärnten[1]
- 2024: Goldenes Ehrenzeichen für Verdienste um die Republik Österreich[1]

## Ausstellungen (Auswahl)
- 2006: Biennale Austria, (Gruppenausstellung)
- 2008: Buchheim-Museum, Bernried[5]
- 2008, 2009: Internationale Skulpturen Biennale Graz
- 2011: Fremde Nähe II. Pool7, Wien[12] (Einzelausstellung)
- 2011: Museum Kunsthalle Szombathely Keptar[5]
- 2009, 2011, 2013: Skulpturen Biennale Graz[5]
- 2012: Rituale im Zeichen der Zeit, Stift Rein[13] (Einzelausstellung)
- 2012: Fremde Nähe III. Österreichisches Kulturforum, Budapest[14] (Einzelausstellung)
- 2012: Kunstaktion: Ein letzter Augenblick auf der Aussichtsplattform des alten Turmes auf dem Pyramidenkogel in Keutschach/Hodiše[15]
- 2014: Botschaft zur Toleranz – durch die Kraft der Kunst in Knappenberg (Skulpturen Installation -Weg der Religion -Kunst im öffentlichen Raum)[16]
- 2015: ART Innsbruck, Kunstmesse[17] (Gruppenausstellung)
- 2022: Nahansichten auf Schloss Straßburg[18] (Einzelausstellung)
- 2021/2022/2023/2024: Jahresausstellung „KUNSTX2“ Wolfsberger Kirchturm-Atelier in der Markuskirche Wolfsberg/Kärnten[19]
- 2024: Menschenbilder. Gruppenausstellung mit Ungarischen Künstlern, Stadtgalerie Wolfsberg/Kärnten
- 2024: Einzelausstellung Stadtgalerie Varpalota/Ungarn (Alte Synagoge)

- 2025 Projekt V-E-G-I Artist in Residency Stieglerhaus
- 2026 Installation/Ausstellung im Metropolitan Museum of Art in New York
- 2027/2028/2029 Wanderausstellung in Europa-österreichisches Kulturerbe trifft Europa

## Galerie

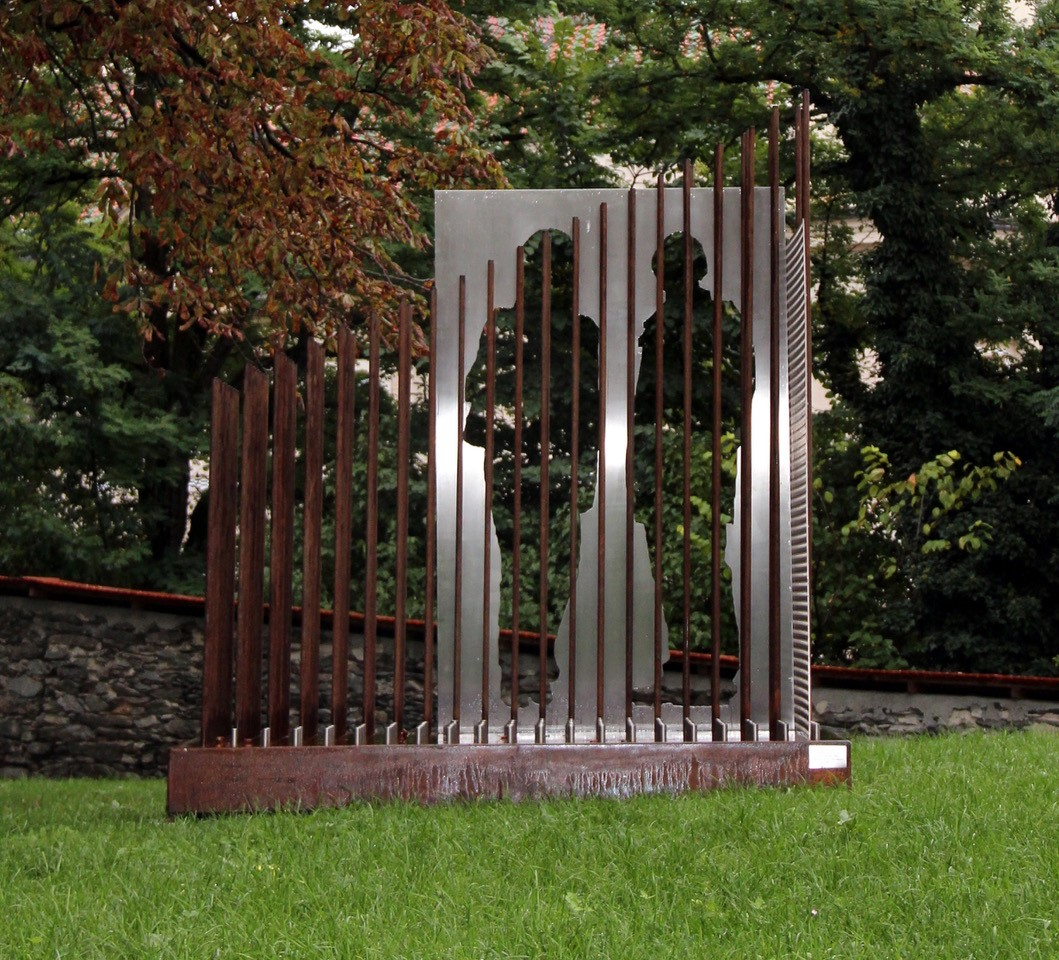
Metallskulptur "Schatten"
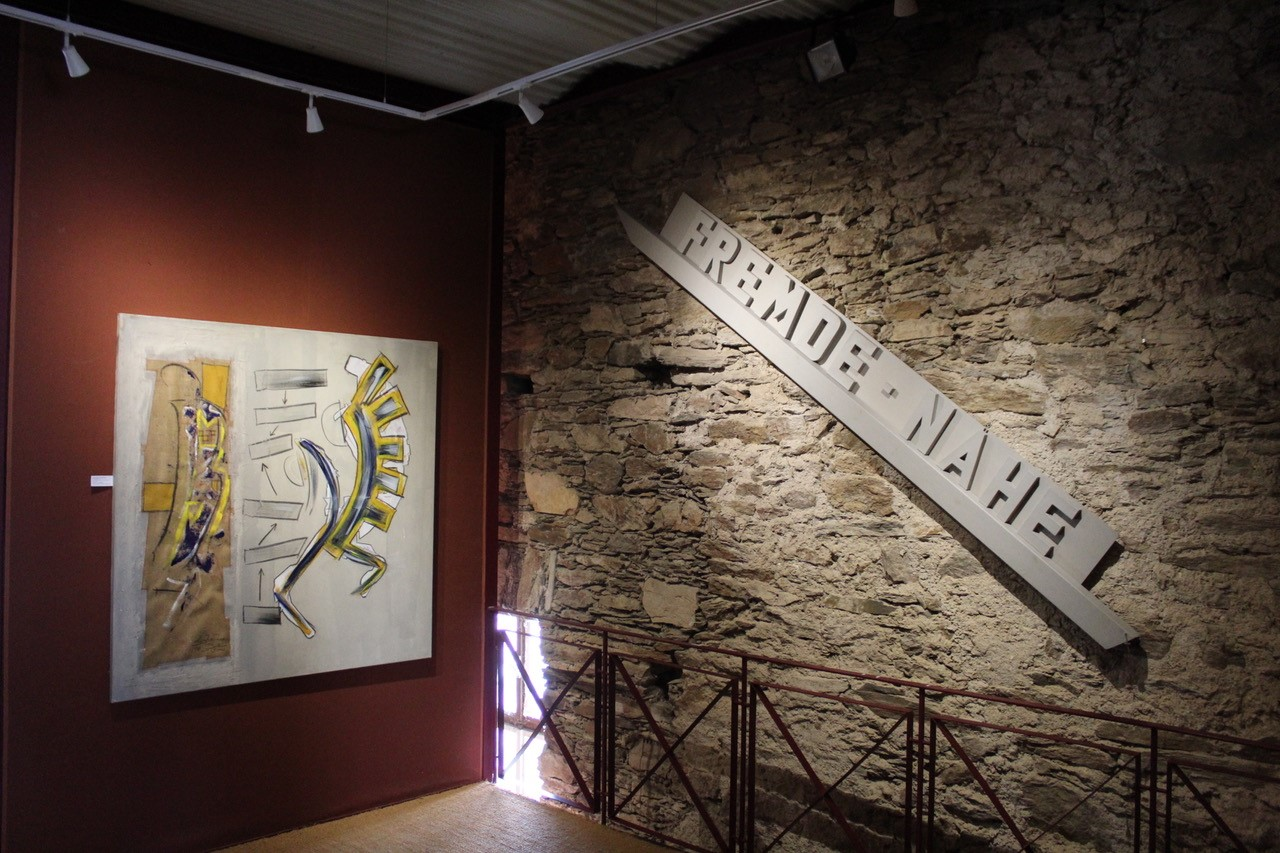
Jahresausstellung in Schloss Straßburg
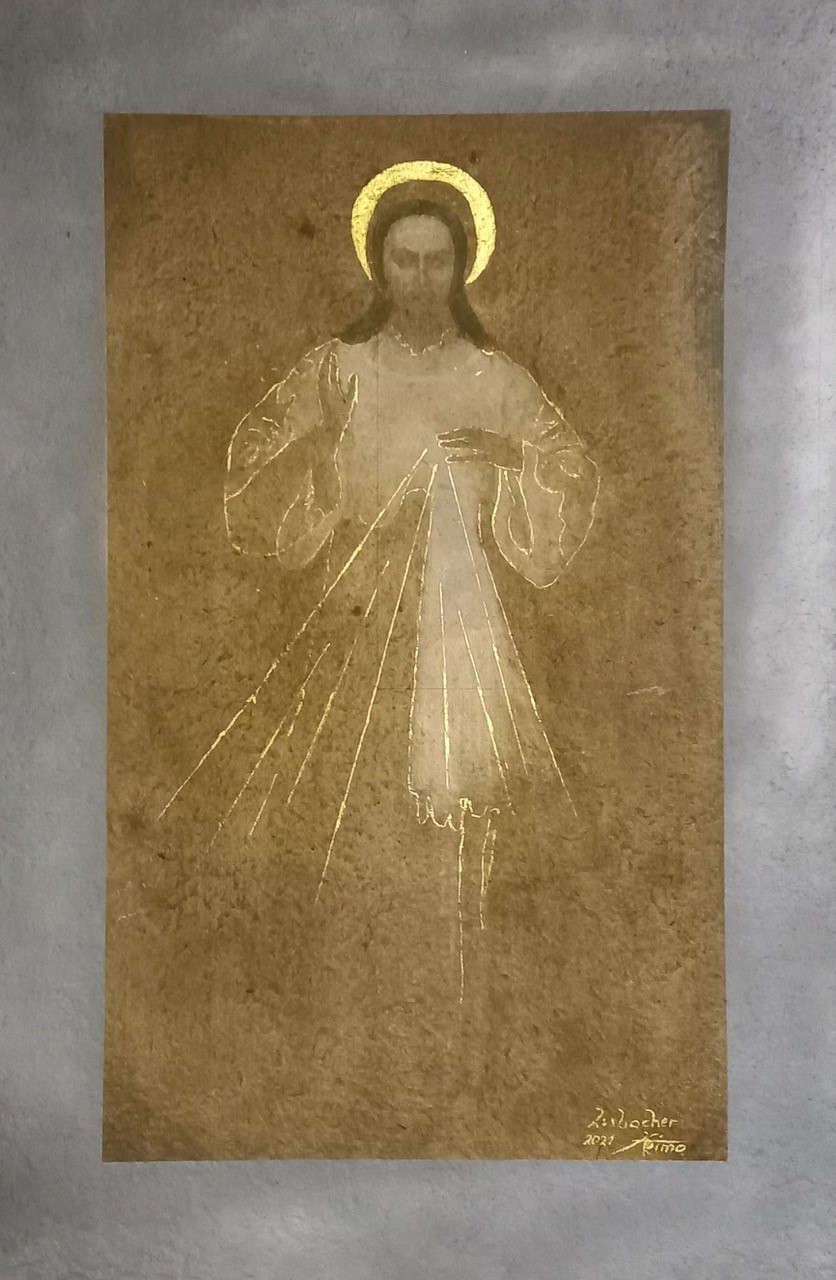
Auftragsarbeit: Jesu-Bild für die Stadtpfarre Wolfsberg
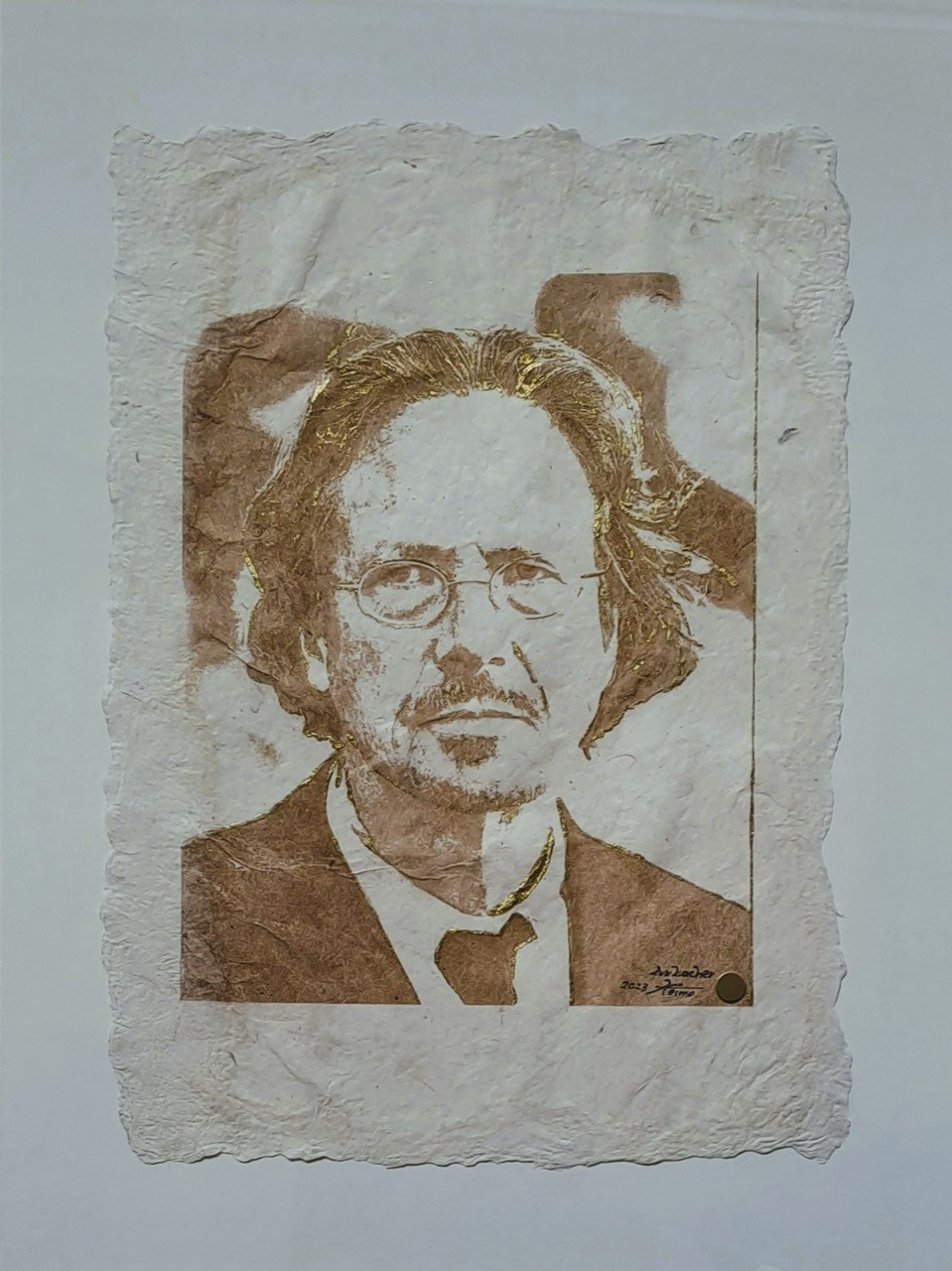
Auftragsarbeit: Porträt des Griffener Nobelpreisträgers Peter Handke
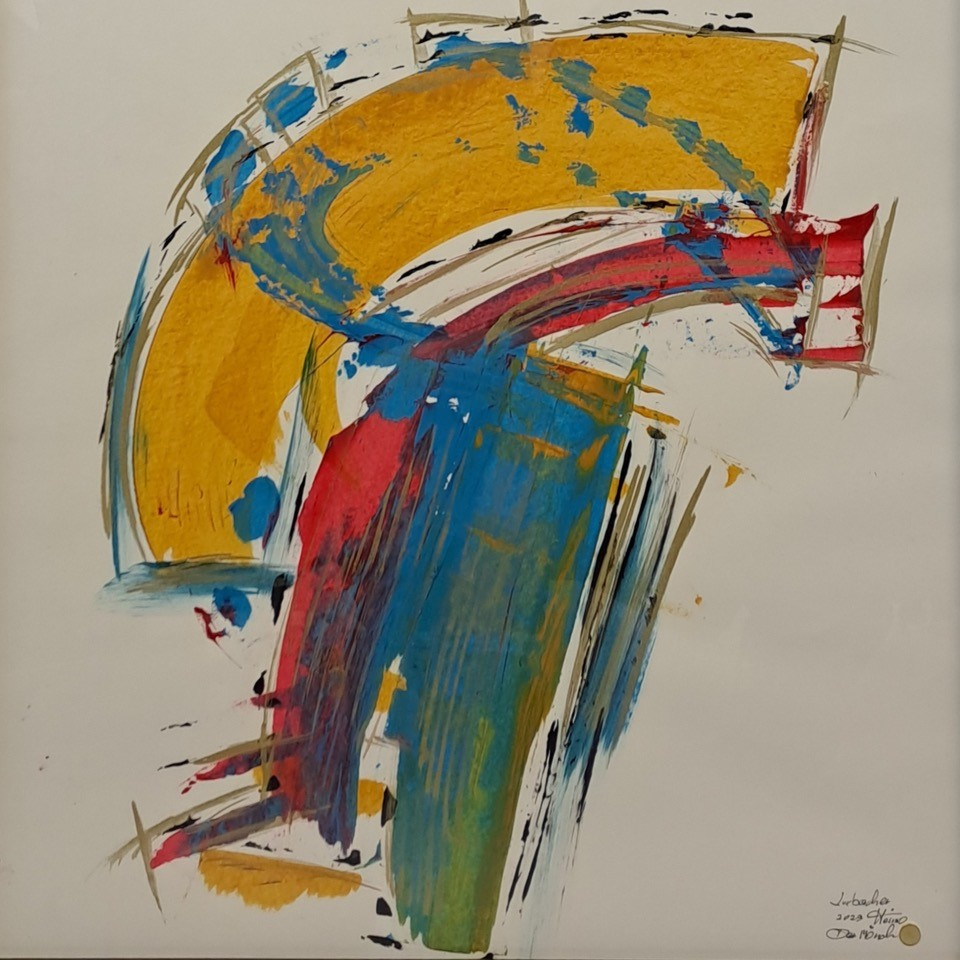
Seelenlandschaft
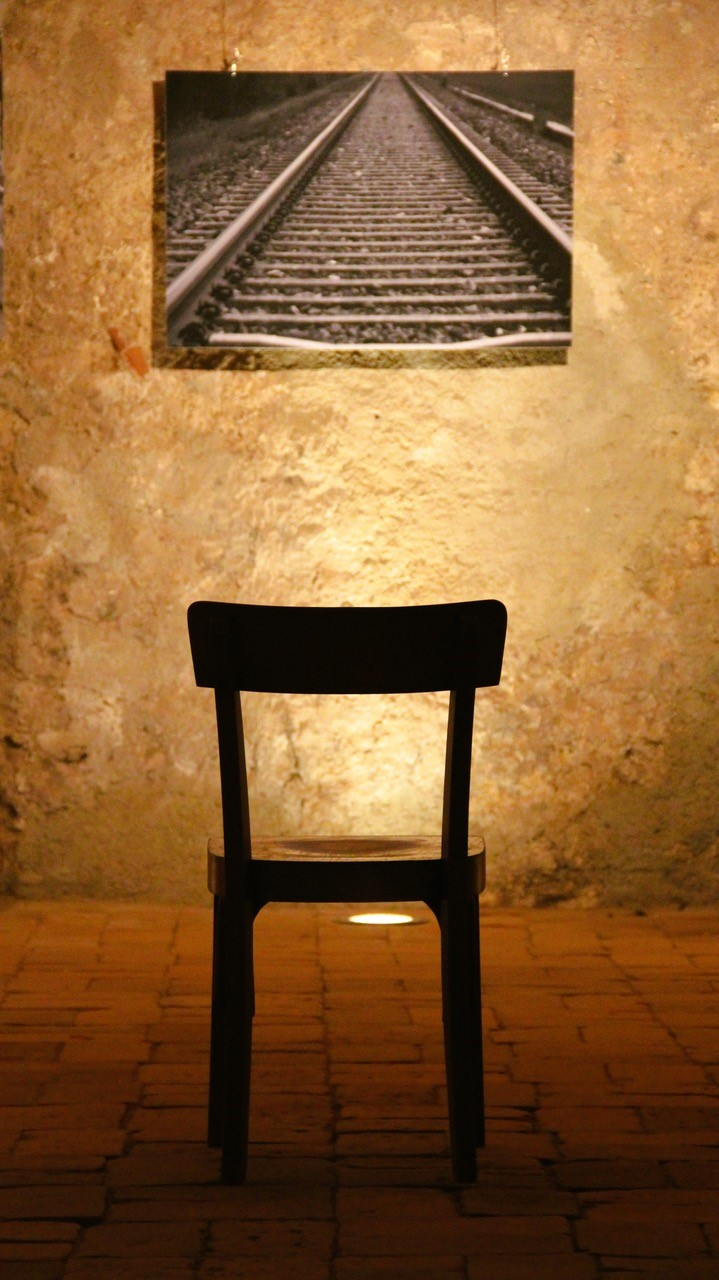
Installation "Nachdenklich"